# Vanessa Alfaro
Vanessa Alfaro es una diseñadora, empresaria, modelo y actriz boliviana.

## Biografía
Vive en Los Ángeles, California.
Es presidenta y directora ejecutiva de Sonne Global Inc., una empresa dedicada al Diseño, Creación, Licenciamiento de marcas, Marketing y Publicidad. Alfaro creó la primera y única línea de ropa de mujeres licenciada por la FIFA para el Mundial Brasil 2014. Ella es la única diseñadora aprobada por la FIFA para una línea de ropa femenina y sus diseños cuentan con las etiquetas y logos oficiales del Mundial. En los Estados Unidos, para muchos, Vanessa Alfaro es conocida como la "Diseñadora de la FIFA".
Alfaro ha realizado trabajos de diseño, licenciamiento, marketing y publicidad para marcas y corporaciones reconocidas a nivel mundial como: Pepsi, Toyota, Nestlé, Truper, Petrobras, Suzuki, Oriental, FIFA, entre otros.

## Vida
A los 17 años de edad desarrolló su carrera de modelo, participó en varias pasarelas de moda y sus fotografías fueron plasmadas en diferentes portadas de revistas y periódicos en Bolivia.
Alfaro también participó en concursos de belleza, fue coronada como la más bella entre modelos y logró el título de Miss Fotogénica en el concurso de Miss Hawaiian Tropic Bolivia.
A los 19 años de edad creó su propia compañía "Sonne Imagen & Producción" en Cochabamba, Bolivia. Una empresa dedicada al marketing, publicidad y diseño; al mismo tiempo, Alfaro estudiaba la carrera de Ingeniería Comercial en la Universidad Católica Boliviana.
Alfaro se graduó con honores de la carrera de Ingeniería Comercial. Ella tiene una Maestría en Finanzas, además de especializarse en Diseño Gráfico y Diseño de Modas.
Ella se casó en Bolivia a los 24 años con el estadounidense Mauricio Lino y poco después se mudaron a los Estados Unidos. Ya en los Estados Unidos, Alfaro siguió ejerciendo como diseñadora, modelo, cantante y actriz.

## Carrera

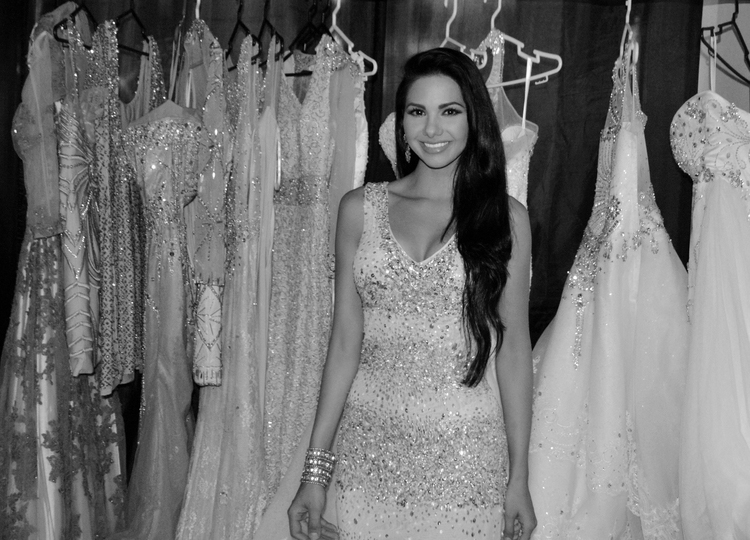

Vanessa Alfaro debutó como actriz en los Estados Unidos, obteniendo papeles principales en vídeos musicales, programas de televisión y películas. Entre ellos, el video "Hey Daddy" del cantante Usher y su actuación junto al actor Jack Black, en la serie de televisión I-Carly de Nickelodeon.
Alfaro convirtió su empresa en la Corporación "Sonne Global Inc." La corporación tiene diferentes ramas y servicios como Sonne Marketing, Sonne 
Licensing & Branding, Sonne Records & Entertainment y Sonne Film Studios. Ella se comprobó como diseñadora y productora para las diferentes divisiones.
A finales del 2013, Alfaro creó la primera y única línea de ropa de mujeres licenciada por la FIFA para el Mundial en Brasil 2014.
Sus creaciones y propias marcas incluyen colecciones de alta costura, nupcial, listo para usarse, ropa de deporte, lencería, joyería y carteras.

### Trabajos notables
Alfaro cuenta con sus propias marcas de ropa, de las cuales se pueden mencionar: "Wonders of the World", "Heavenly Beauty", "Old School is Cool", "Love Sports", "Love my Country-My Roots" "Lifestyle" y "Vanessa Alfaro Haute Couture".
Alfaro creó más de 27 colecciones que incluyen vestidos, blusas, pantalones y faldas diseñadas con las etiquetas y logos oficiales de la FIFA. Las colecciones incluyen diseños con las banderas y colores oficiales de los países que se clasificaron para el Mundial de Fútbol.
Con la marca Vanessa Alfaro se pueden encontrar vestidos de novia, vestidos de gala, ropa informal, carteras de cuero y joyería fina.
Los diseños de Vanessa Alfaro son vestidos por reinas de belleza, productores de cine y celebridades.